# Jerónimo Roiz de la Parra

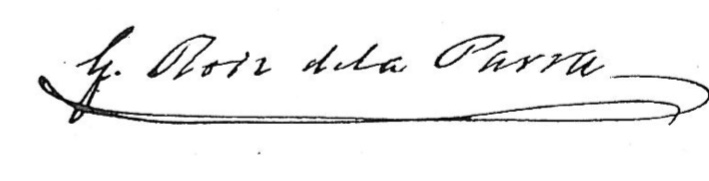

Jerónimo Roiz de la Parra (Cabezón de Liébana, Cantabria; 21 de septiembre de 1805 Santander;  2 de diciembre de 1880) fue un político, armador e industrial español, cofundador y presidente del Banco Santander. Era miembro de la familia Roiz de la Parra, entroncada con otras destacadas familias santanderinas como los Pedraja, de la Viesca, Pombo, Quijano, del Campo, etc.

## Biografía
Hijo de Baltasar Roiz y Martínez de la Parra e Ignacia Mateo de la Parra, nació en Cabezón de Liébana el 21 de septiembre de 1805, donde fue bautizado, siendo sus hermanos Pablo Roiz de la Parra, alcalde de Cabezón de Liébana, Miguel Roiz de la Parra, síndico y procurador de su ayuntamiento y María Roiz de la Parra, casada con el también santanderino Santos Narezo. En su casa natal se conserva escudo de armas de sus apellidos.
Joven aún, en marzo de 1821, pasó a Nueva España, donde residía su tío materno el capitán Gerónimo Mateo de la Parra, llegando a ser tras su fallecimiento, su albacea y ejecutor de varias obras pías en España. Cursó sus estudios en Nueva España en el Colegio de San Juan de Letrán.
En su juventud combatió como voluntario en Nueva España (Méjico) bajo la dirección del virrey Conde del Venadito en la Guerra de la Independencia, habiendo estado a las órdenes del teniente coronel D. Juan Antonio Fernández, a las del capitán D. Francisco Emparán y del teniente D. Jerónimo Díaz Quijano. De Méjico pasó a Cuba y allí fue nombrado, en 1833, Vocal de la junta de Fomento, Agricultura y Comercio de la isla. Regresó a España, estableciéndose en la ciudad de Santander, y contrajo matrimonio en la referida ciudad de Santander, en su catedral, el 2 de octubre de 1839, con doña María Clotilde de la Pedraja y de la Cuesta, nacida en 1822 e hija del acaudalado industrial Juan de la Pedraja Escudero y de Gervasia de la Cuesta y Cantolla, ambos de familias consolidadas del comercio de Santander. De este matrimonio nacieron dos hijos, Ana Gervasia Roiz de la Pedraja casada con el diputado y senador Federico de la Viesca y de la Sierra I Marqués de Viesca de la Sierra y I vizconde de la Nava del Rey y Gerardo Roiz de la Parra y de la Pedraja casado con Carmen del Campo Fernández-Hontoria.
Con motivo de la enfermedad de las viñas denominada oidium, escribió una Cartilla para el tratamiento denominado de "azuframiento" de las cepas como único remedio conocido para aquella plaga.
Condecorado con la Cruz de Caballero Isabel la Católica el 20 de mayo de 1836 por los méritos obtenidos en la campaña de Méjico así como en Cuba, llegó a ser Caballero Gran Cruz por Real Decreto de 26 de julio de 1876. Igualmente estaba en posesión de la Gran Cruz de la Orden civil de la Beneficencia desde 1867.

## Banco de Santander
Miembro destacado entre los seis fundadores del Banco Santander, su sesión de constitución tuvo lugar en su domicilio, en la entonces Calle del Muelle, número 9 y hoy Paseo de Pereda; sobre esta casa, pasando el tiempo se construyó la actual sede del Banco.
“Así en la mañana del 25 de enero de 1856, en el paseo del Muelle, el neurálgico centro mercantil de la ciudad de Santander, tuvo lugar esta trascendental reunión para la historia del Banco de Santander. Treinta y dos destacados comerciantes de la Montaña acudieron a la cita convocada por uno de ellos, Jerónimo Roiz de la Parra, a la sazón vicepresidente de la Junta de Comercio. El cónclave tenía por objeto fundar un banco de circulación y giro que resolviera los agudos problemas de liquidez y de falta de medios de pago que arrastraba la plaza desde hacía tiempo. En la reunión se procedió a la lectura de los estatutos del Banco de Barcelona, uno de los más antiguos de España, y tras un debate animado se acordó adoptarlos con modificaciones para la futura entidad que tomaría el nombre de la ciudad de Santander”
Miembro de la primera Junta de Gobierno (Consejo de Administración) llegó a ser Presidente del Banco en 1869
Su interés en actividades financieras se tradujo más adelante en la apertura de su propia casa de banca, que fundó en 1849 si bien sin perder la vinculación con el Banco de Santander.
Afín a las ideas del partido moderado, al que representó como diputado provincial, culminó su carrera política como senador del Reino en 1879. Ostentó diversos cargos directivos en el Centro de Fomento de la Producción Nacional de Santander, llegando a ser Presidente así como en el Centro Hispano-Ultramarino.

## Naviero y comerciante
Fue igualmente poderoso naviero y poco después de su vuelta de Méjico a España figura ya como consignatario de buques con destino a Méjico y Cuba, así como a otros destinos. Desde 1850 establece relaciones comerciales con Manila
 

La primera referencia a su labor como naviero figura en mayo de 1839 donde se anuncia en el Diario de Madrid como consignatario de la fragata Marinera con salida desde el Puerto de Cádiz y destino a Veracruz y La Habana. En este caso remite a la Plazuela de Santa Ana, número 16 cuarto principal de Madrid. Posteriormente en 1842, ya en Santander, figura como consignatario de la fragata Andaluza, al mando del capitán Eiguren y con destino a La Habana, zarpando en enero de 1843. 

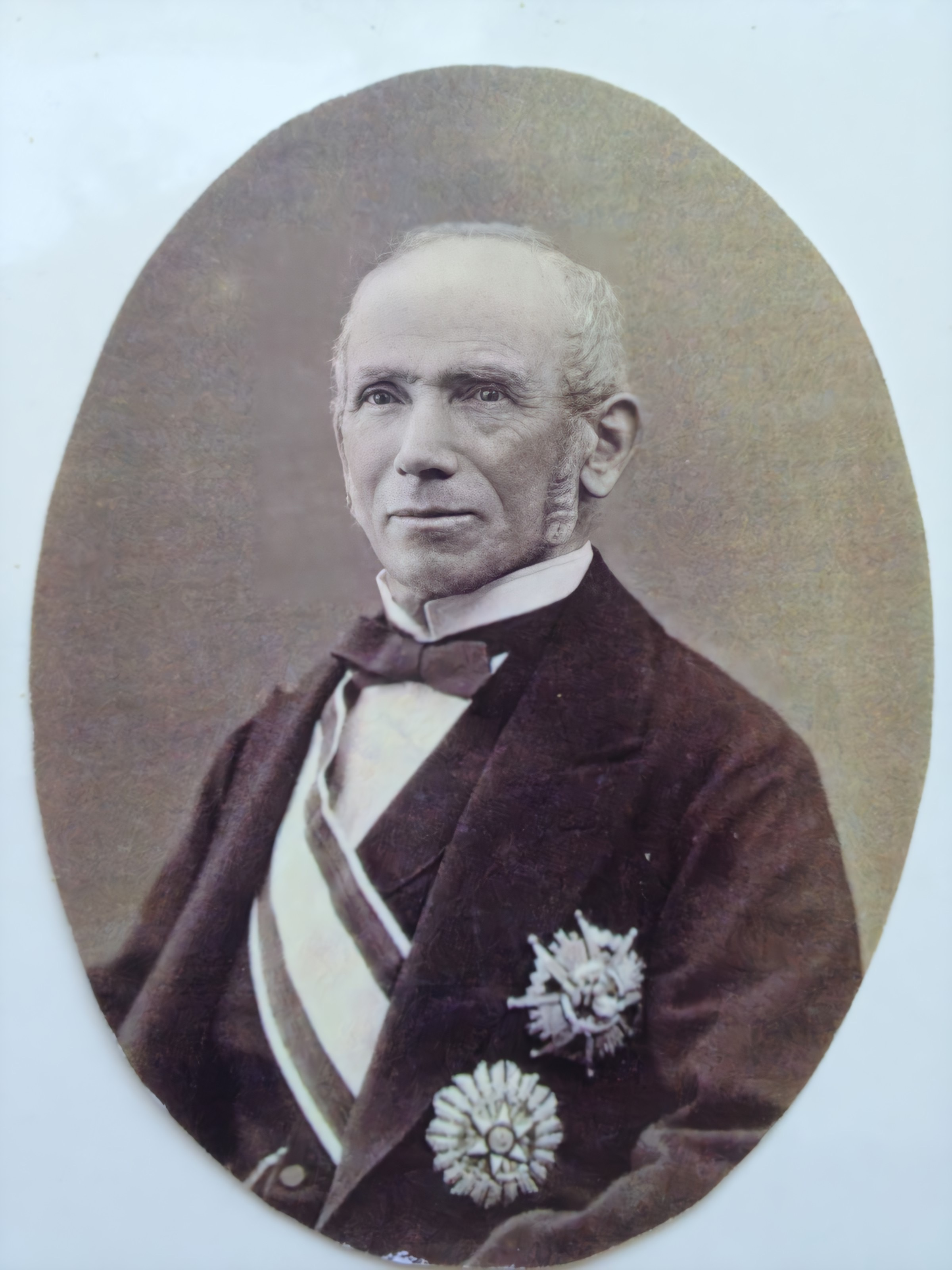
Jerónimo Roiz de la Parra posterior a 1876

Algunas de las naves de las que fue armador, todas ellas atendidas, desde 1849, desde la sede de su naviera calle del Muelle 9, de Santander fueron:
- Corbeta María Clotilde (mismo nombre que el de su mujer, María Clotilde de la Pedraja), mandada construir en 1847 en Bremen y matriculándose el 7 de septiembre de 1848 en la Comandancia de Marina de Santander donde figuraba con 461 toneladas y con destinos a Liverpool, La Habana, Veracruz, Manila, o Macao[5].En 25 de junio de 1848 se anuncia en el Diario de Avisos de Madrid para su próximo viaje indicando de ella " El gran  porte  de  este  buque,  sus  magníficas    cámaras,   entrepuente   y   departamento  de proa,  ofrece  á los pasageros  cuantas  comodidades  puedan  desear. Y para que nada  falte á las ventajas  de  esta  oportunidad,  llevará  el  buque   capellán  y  cirujano   de  dotación.  Se  despacha  en  Santander  por  don  Gerónimo  Roiz  de  la Parra,  y  en  esta corte  informará  don Celso  Gómez,  calle  de las Fuentes,  núm. 10".   D. Manuel Antonio de Sarachaga figura como capitán de la nave en varios de dichos trayectos. Esta fragata tuvo el honor de hacer las salvas de ordenanza  a S.M. en la inauguración del Ferrocarril de Isabel II. En abril de 1868 figura la aprobación de las obras efectuadas en dicha nave en Glasgow por las averías sufridas por la colisión con un vapor de guerra inglés[6]
- Goleta Anita, de 120 toneladas, con destino a Puerto Rico. Capitán Juan Bautista de Sagarraga
- Bergantín Primavera con destinos a Santiago de Cuba y Cienfuegos. Capitanes D. Francisco Spinelli  y D.José Andrés de Fano
- Bergantín Unión con destino a La Habana. Capitán D. Fernando Carreras
- Bergantín Nuevo Ángel con destino a La Habana. Capitán D. Juan Bautista Eguía y Villabaso
- Corbeta Mariana con destinos nacionales y a La Habana. Capitán don Juan Ramón Múgica
- Bergantín Martín con destino a La Habana. Capitán D. Juan Tomás Olaquibel
- Bergantín Pancho con destino a La Habana. Capitán D. Manuel Antonio de Ondarza

## Calle del Muelle número 9 en Santander

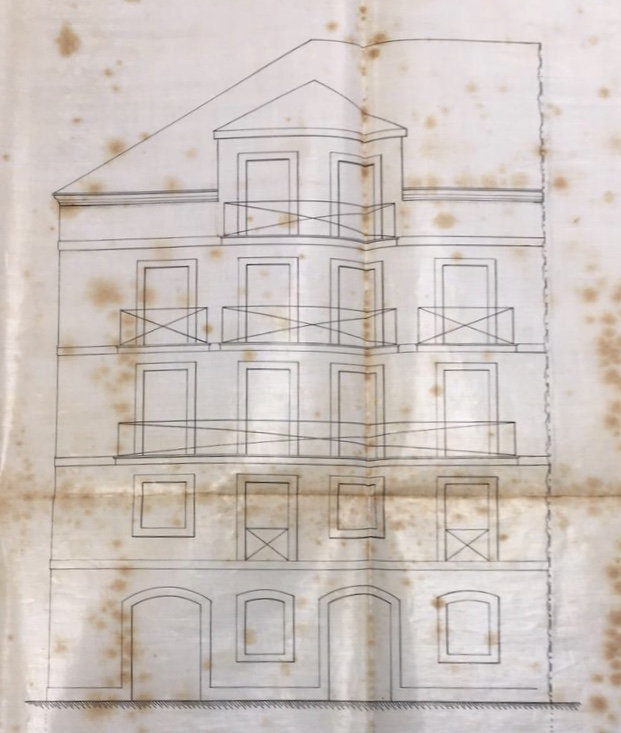
Calle del Muelle, 9 de Santander antes de la reforma de 1865. Proyecto del Arq. Manuel Gutiérrez

En la calle del Muelle en Santander, actual Paseo de Pereda, en el número 9, se ubicó el centro de negocios de Jerónimo Roiz de la Parra. Las primeras referencias comerciales de la firma Roiz de la Parra en esta ubicación en la prensa de la época datan de 1848 si bien el edificio fue adquirido por Roiz de la Parra un año después, según consta en el inventario de bienes a su fallecimiento, en 15 de mayo de 1849 a Doña María Dolores Espaderos e hijos.
En 1856, como se ha indicado antes, este edificio fue testigo de la fundación del Banco de Santander según quedó reflejado en la prensa local de la época.

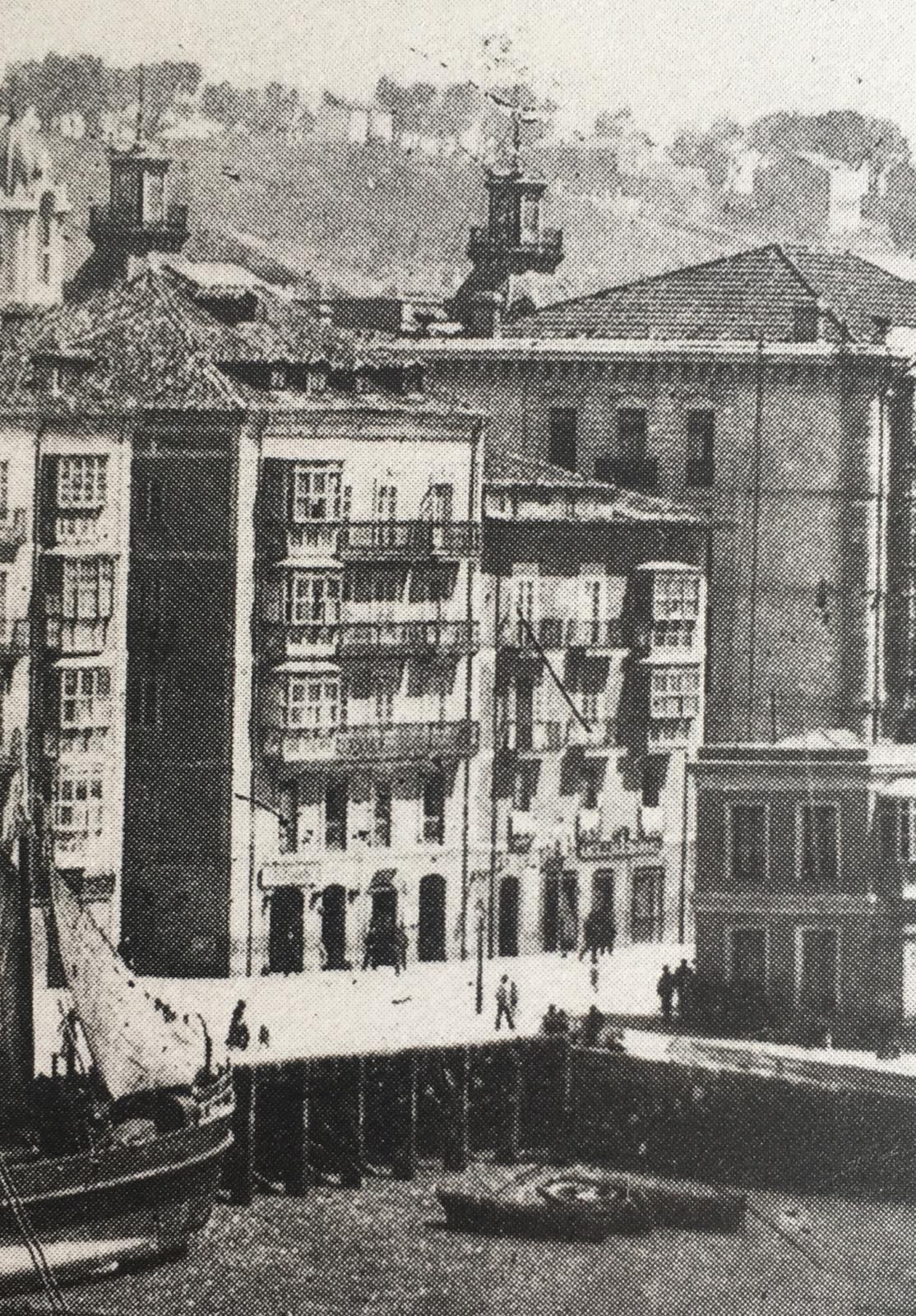
Calle del Muelle, 9 tras la reforma de 1865,.

A lo largo de los años el edificio fue sufriendo distintas transformaciones y así en 1865 se promueve la reforma del mismo, incorporando a las, por entonces, planta baja más entreplanta o escritorio y dos plantas, una tercera para vivienda. Este proyecto de modificación fue suscrito por el arquitecto Manuel Gutiérrez. Sería en 1905, siendo ya el edificio propiedad de su hijo Gerardo, cuando de nuevo se incorpora un piso más a la casa hasta un total de cuatro más planta baja y entresuelo. Este nuevo proyecto fue suscrito por el arquitecto Valentín Ramón Lavín Casalís.
Sobre este mismo número 9, junto con el contiguo del número 10, se edificó la actual sede del Banco de Santander, que igualmente incorporaba el edificio ubicado al otro lado de la calle del Martillo. De este modo, y tal vez este dato ha sido poco divulgado en los estudios sobre la historia del Banco de Santander, la misma ubicación que le viera nacer en 1857, la entonces residencia de uno de sus fundadores, Jerónimo Roiz de la Parra en la calle del Muelle número 9, ha sido finalmente la ubicación de su edificio más emblemático y sede social de la entidad.
Fue en este edificio, en lo que se denominaba "escritorio", ubicado en la entreplanta, donde se encontraba la sede la sociedad establecida por Jeronimo Roiz de la Parra desde donde atendía sus diferentes negocios de naviero y comerciante. En la primera planta se encontraba su vivienda, en la que llegó a vivir con su hijo Gerardo y la mujer de éste Carmen del Campo, mientras que en la superior residía su hija Ana con su marido Federico de la Viesca, Marqués de Viesca de la Sierra y sus hijos

## La Montañesa Textil de La Cavada

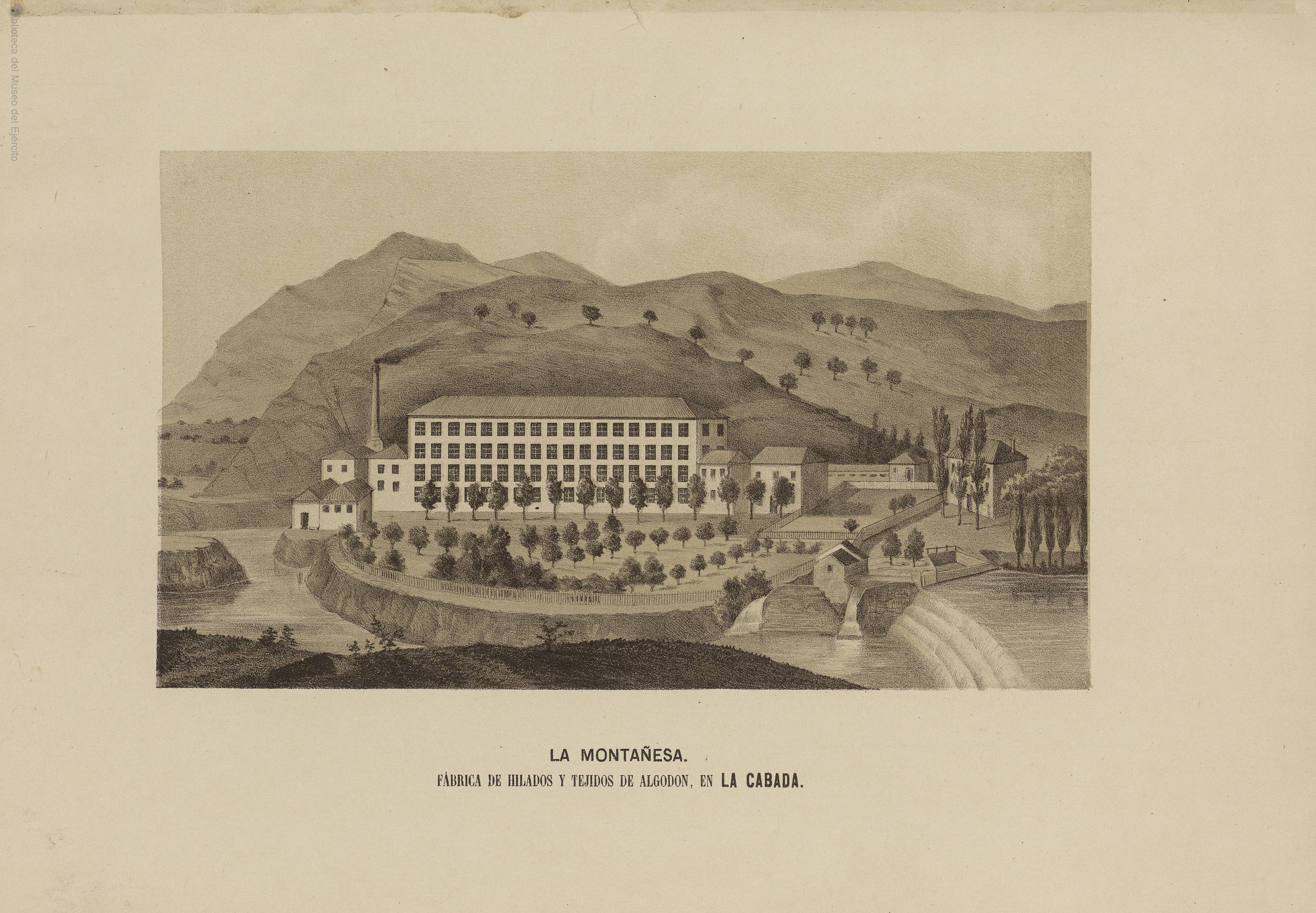
La Montañesa Textil en 1876 según grabado de la época

La Montañesa Textil S.A., fábrica de hilados, tejidos, acabados e hidrofilados de algodón de La Cavada, tiene su origen en la venta por parte del Estado de las ”diferentes instalaciones de la Real Fábrica de Artillería de La Cavada, incluyendo la concesión de uso de un salto hidráulico en el sitio llamado Valdelazón, al armador Juan de la Pedraja”
Según Fernando Ruiz Gómez «Juan de la Pedraja adquiere entre 1849 y 1850 la maquinaria para la fábrica de algodón, importa ciertas cantidades de algodón a través de Cuba y realiza las primeras pruebas de fabricación». En enero de 1851 el cuerpo principal de la fábrica sufre un gran incendio, cuya crónica ha quedado reflejada en la prensa de la época, figurando ya entonces Jerónimo Roiz de la Parra como propietario, lo que supuso el cierre de la fábrica hasta 1854.
Además de sus labores de importación de algodón americano y su distribución en el País Vasco, poseía Jerónimo igualmente acciones de la catalana La España Industrial, una de las primeras empresas algodoneras españolas. La nueva maquinaria es importada de Liverpool.
Se consigue producir hasta 20.000 piezas anuales, empleando a más de 280 obreros  y llegando a obtener reconocimientos en ferias internacionales industriales.
Sus productos obtuvieron medallas de honor en Exposiciones tanto nacionales como las de Valladolid, Santander y León como en las internacionales de Viena, Filadelfia y París.

## Cargos públicos
Desempeñó numerosos cargos en la vida pública nacional de la época, entre otros:
- Vocal de la Junta de Comercio de Santander en 1841
- Cónsul del Real Tribunal de Comercio de Santander en 1844
- Cofundador y primer Director de la Caja de Ahorros de Santander en 1844
- Diputado Provincial por Potes en 1844, 1846 y 1847
- Vocal de la Junta Inspectora del Instituto Cántabro de Segunda Enseñanza en 1847
- Comisionado por la Diputación provincial para la recepción a SS.MM Isabel II y Dña María Cristina en 1848
- Vocal de la Junta Provincial del Beneficencia en 1849
- Como Presidente del Ferrocarril de Alar del Rey, recibe en 21 de abril de 1850 comunicación de la Real Orden por la que S.M. la Reina toma bajo su nombre el dicho Ferrocarril de Alar de Rey pasándose desde entonces a denominar como Ferrocarril de Isabel II
- Presidente del Consejo del Ferrocarril de Isabel II en 1852, asistiendo como tal a la inauguración del mismo por parte de S.M. En
- Director de la Sociedad de Seguros Mutuos y Alcalde 1º Constitucional de Santander en 1856 durante su estancia en París
- Presidente de la Junta de Comercio de Santander en 1857
- Prior del Real Tribunal de Comercio en 1858 y 1863
- Vocal de la Junta para datos estadísticos sobre movimiento del comercio interior de España en 1860
- Miembros de las Comisiones de Recepción de S.M. la Reina y SS.AA. los Infantes Duques de Montpensier en 1861
- Concejal del Ayuntamiento de Santander en 1863
- Vicepresidente de la Junta de Comercio en 1864
- Vicepresidente de la Diputación Provincial en 1866
- Presidente de la Junta Directiva del Ateneo Mercantil, Industrial y Recreativo en 1867
- Vocal de la Junta de Beneficencia y Sanidad, de la de Obras Públicas de la Provincia y de la de Instrucción Pública de la misma en 1867
- Promotor en 1868 de la suscripción pública en favor de las Islas Filipinas tras el terremoto de 1863
- Individuo de la Comisión para auxiliar a los menesterosos en 1868
- Vocal de la Junta Estadística de la Provincia en 1868
- Presidente del Círculo independiente de la Producción nacional en 1870
- Vocal de la junta Directiva del Centro Hispano Ultramarino en 1870
- Cónsul de Venezuela en Santander
- Vocal de la Junta de Sanidad de Santander y su provincia en 1872
- Comisario de Agricultura, Industria y Comercio de Santander y su provincia en 1874
- Presidente de la Diputación Provincial de Santander en 1875
- Vocal de la Junta de Beneficencia y de las obras del Puerto de Santander en 1875
- Senador del Reino por la Sociedad Económica de Amigos del País de León en 1879

## Otros cargos
Fue también uno de los fundadores de la Sociedad de Amigos del País de Potes, de la que fue miembro destacado y Socio de Mérito.  Es también, como se ha indicado, patrono ejecutor de cinco obras pías, fundadas por su tío Jerónimo Mateo de la Parra, por disposición testamentaria, dos de ellas destinadas a la primera y segunda enseñanzas.

## Iglesia Parroquial de Cabezón de Liébana

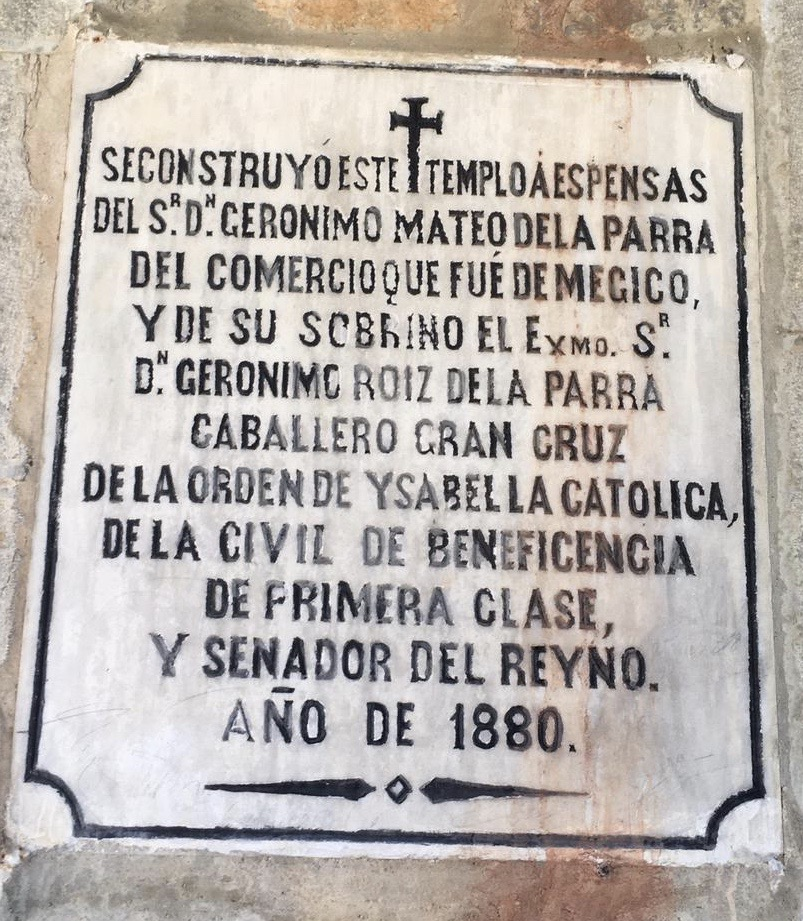
Placa conmemorativa de la inauguración de la Iglesia Parroquial Cabezón de Liebana Roiz en 1880

Igualmente, como albacea de su tío Jerónimo Mateo de la Parra, fue fundador del nuevo templo parroquial de Cabezón de Liébana erigido en 1880, poco antes del fallecimiento de Jerónimo, en honor de los Santos Mártires Emeterio y Celedonio. El templo fue obra del arquitecto Alfredo de la Escalera Amblard, discípulo de Juan de Madrazo. 
El templo presenta "una planta centralizada poligonal, con alta torre y sacristía adosada al presbiterio por el lado Este. Es conserva encalada, excepto en los esquinales y vanos que son de sillería.[...] En el interior hay un único espacio central, cubierto con bóveda de crucería de cuatro nervios, al que se abren la capilla mayor y dos laterales, con sendos retablos neoclásicos,"

## Epidemias de cólera en Santander
Frente a la epidemia de cólera asiático sufrida por Santander en 1854, Jerónimo Roiz de la Parra fue uno de los tres individuos cuyas casas de comercio abonaron la diferencia del precio del trigo tras la misma, para evitar la carestía de pan en la ciudadanía. En 1865, con motivo de una nueva epidemia de cólera, acompañó hasta su muerte al gobernador civil Ramón Nocedal, víctima de aquella enfermedad.

## Fallecimiento

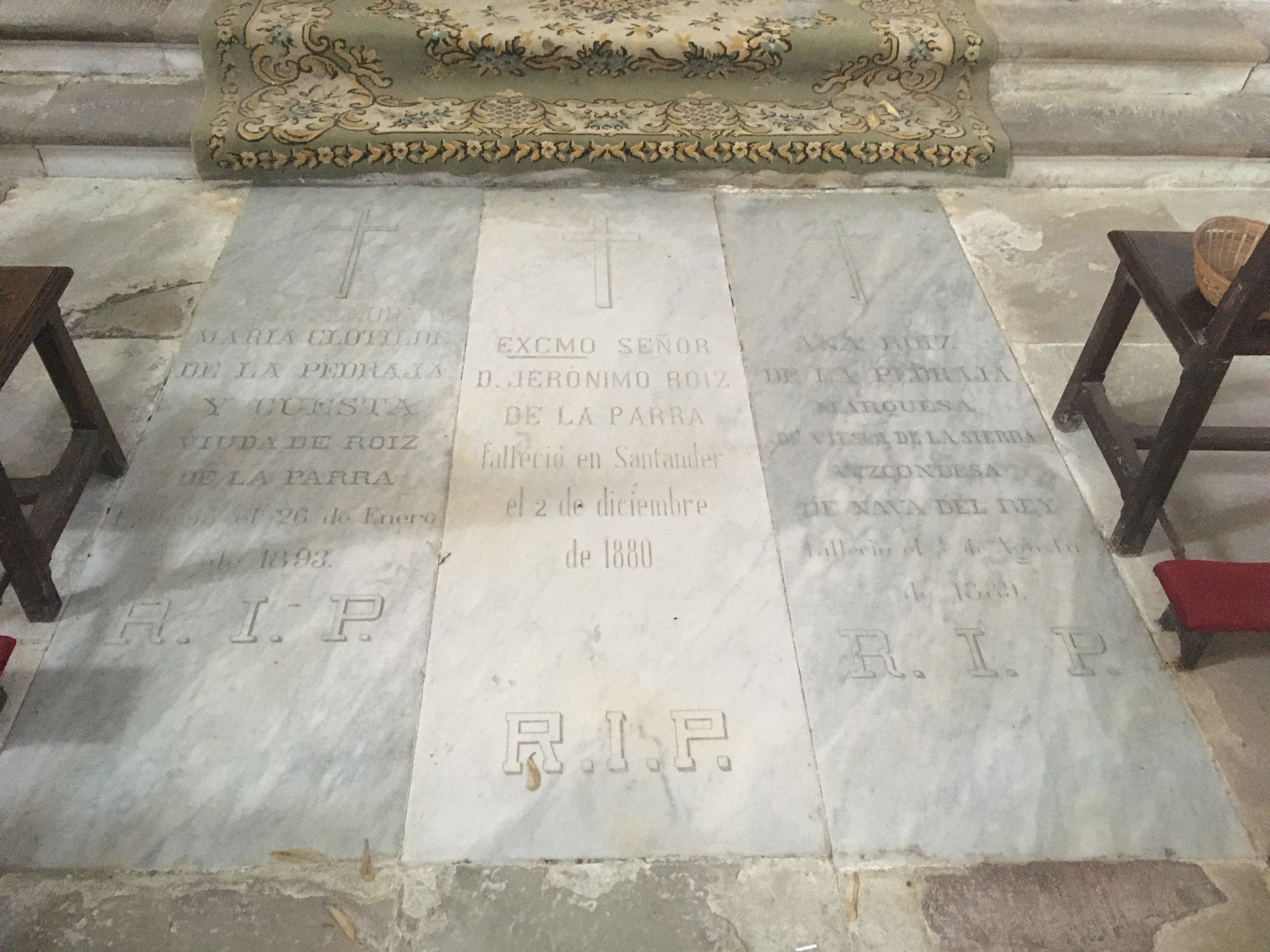
Tumba de Jerónimo Roiz de la Parra y de su mujer María Clotilde de la Pedraja en la Capilla de Santa Lucía de La Cavada

Fallecido el 2 de diciembre de 1880 en Santander se encuentra sepultado en la Capilla familiar de Santa Lucía de La Cavada junto a su esposa María Clotilde de la Pedraja, fallecida en Santander el 26 de enero de 1893. 
Esta Capilla familiar, anexa a su residencia, fue promovida y erigida por su viuda, terminándose sus obras y consagrándose al culto en 1887.